# SKドニプロ-1
SKドニプロ-1（ウクライナ語: СК Дніпро-1）は、ウクライナのドニプロペトロウシク州ドニプロをホームタウンとしていたサッカークラブである。
破産消滅したFCドニプロの実質的な後継クラブであり、2019-20シーズンからウクライナ・プレミアリーグに参加している。

## 歴史
2017年3月10日に創設された。
2017年6月21日に行われたPFL会議で、アマチュアリーグを経ずに、2017-18シーズンにプロリーグのセカンドリーグに参加することが決定された。2018年5月2日に行われたタフリヤ・シンフェロポリ戦に勝利して2位以上を確定し、ファーストリーグ昇格を決めた。最終的にセカンドリーグのグループBで1位になり、グループAで1位のアフロビズネス・ヴォロチシクとの優勝決定戦に出場したが、アフロビズネス・ヴォロチシクに0-1で敗れて準優勝に終わった。同シーズンにウクライナ・カップで準決勝に進出したが、ディナモ・キーウ相手に1-4で敗退した。セカンドリーグに参加しているチームがウクライナ・カップの準決勝に進出するのは、2013-14シーズンのチェルカシュチナ以来2チーム目であった。
2018-19シーズンにファーストリーグで優勝して、プレミアリーグ昇格を果たした。最終的に2位のコロス・コヴァリフカとは勝ち点差13であった。同シーズンに2シーズン連続でウクライナ・カップ準決勝に進出したが、シャフタール・ドネツク相手に0-2で敗退した。

## タイトル

### 国内タイトル
- ウクライナ・ファーストリーグ：1回
  - 2018-19

### 国際タイトル
- なし

## 過去の成績
| シーズン | ディビジョン     | ディビジョン | ディビジョン | ディビジョン | ディビジョン | ディビジョン | ディビジョン | ディビジョン | ディビジョン | ウクライナ・カップ |
| シーズン | リーグ           | 順位         | 試           | 勝           | 分           | 敗           | 得           | 失           | 点           | ウクライナ・カップ |
| -------- | ---------------- | ------------ | ------------ | ------------ | ------------ | ------------ | ------------ | ------------ | ------------ | ------------------ |
| 2017-18  | セカンドリーグ   | 1位          | 33           | 26           | 3            | 4            | 87           | 15           | 81           | 準々決勝敗退       |
| 2018-19  | ファーストリーグ | 1位          | 28           | 21           | 4            | 3            | 72           | 21           | 67           | 準決勝敗退         |
| 2019-20  | プレミアリーグ   | 7位          | 32           | 15           | 4            | 13           | 42           | 42           | 49           | ベスト16           |
| 2020-21  | プレミアリーグ   | 7位          | 26           | 8            | 6            | 12           | 36           | 38           | 30           | 準々決勝敗退       |
| 2021-22  | プレミアリーグ   | 3位          | 18           | 13           | 1            | 4            | 35           | 17           | 40           | ベスト8            |
| 2022-23  | プレミアリーグ   | 2位          | 30           | 21           | 4            | 5            | 61           | 27           | 67           | 中止               |
| 2023-24  | プレミアリーグ   | 4位          | 30           | 14           | 10           | 6            | 40           | 27           | 52           | ベスト16           |

## 欧州の成績
| シーズン | 大会                               | ラウンド       | 対戦相手               | ホーム | アウェー | 合計 |  |
| -------- | ---------------------------------- | -------------- | ---------------------- | ------ | -------- | ---- |  |
| 2022-23  | UEFAヨーロッパリーグ               | プレーオフ     | AEKラルナカ            | 1-2    | 0-3      | 1-5  |  |
| 2022-23  | UEFAヨーロッパカンファレンスリーグ | グループE      | AZ                     | 0-1    | 1-2      | 2位  |  |
| 2022-23  | UEFAヨーロッパカンファレンスリーグ | グループE      | アポロン・リマソール   | 1-0    | 3-1      | 2位  |  |
| 2022-23  | UEFAヨーロッパカンファレンスリーグ | グループE      | ファドゥーツ           | 2-2    | 2-1      | 2位  |  |
| 2022-23  | UEFAヨーロッパカンファレンスリーグ | 決勝プレーオフ | AEKラルナカ            | 0-0    | 0-1      | 0-1  |  |
| 2023-24  | UEFAチャンピオンズリーグ           | 予選2回戦      | パナシナイコス         | 1-3    | 2-2      | 3-5  |  |
| 2023-24  | UEFAヨーロッパリーグ               | 予選3回戦      | スラヴィア・プラハ     | 1-1    | 0-3      | 1-4  |  |
| 2023-24  | UEFAヨーロッパカンファレンスリーグ | プレーオフ     | スパルタク・トルナヴァ | 1-2    | 1-1      | 2-3  |  |

## 歴代所属選手

### DF
- パパ・グエイェ 2019-2020
- ドウグラス 2020-2021

### MF
- ダニーロ・イフナテンコ 2020-2022
- オレクサンドル・ピハリョノク 2020-2021, 2021-2024
- ネヴェン・ジュラセク 2021-2022
- ドミンゴ・ブランコ 2022-2024

### FW
- ヴラディスラヴ・スプリャーハ 2017-2018, 2019-2020
- アルテム・ドフビク 2020-2023
- フェリペ・ピレス 2022, 2023-2024